# L'Avarice (Dürer)
L'Avarice (en allemand : Allegorie des Geizes) est un petit tableau (35 × 29 cm), une peinture à l'huile sur toile de 1507 d'Albrecht Dürer (1471-1528). Il montre une vieille femme grotesque et ridée, avec un affaissement de la poitrine qui pend de sa robe pourpre, tenant un sac de pièces d'or avec les deux mains. L'œuvre se trouve sur le revers de son Portrait de jeune homme de 1507 ; il a été spéculé, mais il est impossible de le confirmer, qu'ils devaient faire partie d'un diptyque. L'Avarice est allégorique et sert d'avertissement à la fois sur le caractère éphémère de la vie et de l'ultime inutilité de la fortune terrestre. Il est généralement regroupé, avec Melencolia I, comme l'une des images de Vanité de Dürer.
L'Avarice est conservée au Kunsthistorisches Museum de Vienne. Il est en bon état, et les couleurs gardent leur éclat.

## Description

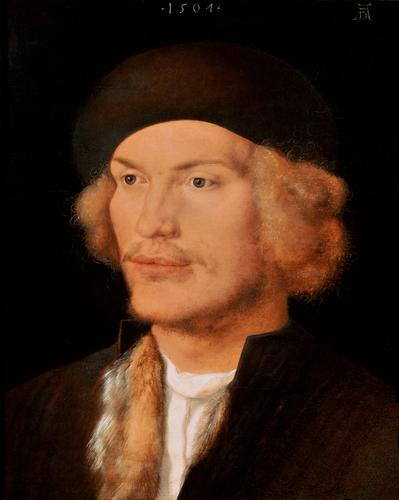
Albrecht Dürer, Portrait de jeune homme (1507), musée d'Histoire de l'art de Vienne.

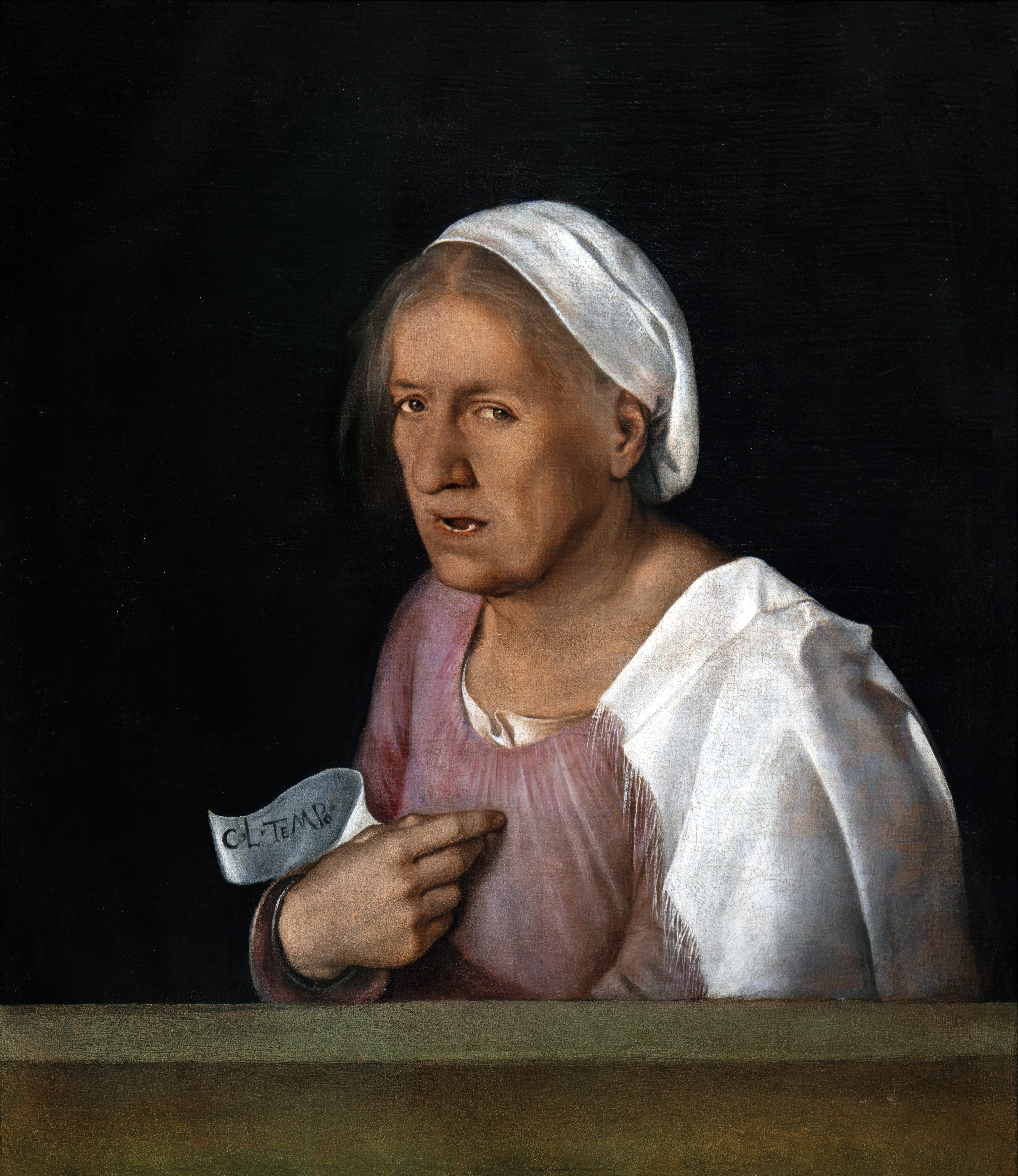
Giorgione, La Vieille (ou Avec l'âge) (1500-1510).

Destinée à représenter à la fois l'Avarice et le caractère éphémère de la beauté juvénile, la femme est montrée en buste, peinte avec une pâte épaisse. Elle a les cheveux blonds, les yeux vides, un long nez, un pincement de la mâchoire et de la bouche dont il ne reste que deux dents, et se tord dans un rire méprisant. Son bras droit est musclé et hors de proportion avec le reste de son corps. Seuls ses cheveux et le contour régulier et presque noble son visage font allusion à sa beauté ancienne. Le fond entièrement sombre contraste avec le personnage.
Les historiens de l'art ont comparé l'œuvre à celle de Giorgione La Vieille (ou Avec l'âge), avec laquelle il partage d'évidentes similitudes thématiques : la coloration et la riche palette, ainsi que le fond sombre. L'historien de l'art T. Sturge Moore suggère que Dürer a peut-être voulu montrer qu'il pouvait peindre comme Giorgione. D'autres analyses y voient une satire sur un commanditaire qui ne l'aurait pas payé autant qu'il l'aurait souhaité pour une version antérieure du portrait. Toutefois, compte tenu de la situation financière de l'artiste à ce moment, il semble peu probable qu'il aurait délibérément offensé des clients, ou de potentiels clients. L'écrivain Jessie Allen penche pour cette théorie, et pense que l'œuvre, probablement pas en mesure d'attirer un acheteur, a fait utiliser par Dürer l'autre côté de la toile, par économie, pour créer une œuvre commercialement viable. L'œuvre est souvent considérée comme inachevée, et parfois comme une esquisse.
L'argent (les pièces d'or) présent dans ce tableau démontre aussi pour certains groupes sociaux de cette époque, que l'argent constitue un élément central de leur définition à la fois existentielle, sociale et morale, et ce selon des modalités variables, mais toujours prégnantes.